# Archivo Fílmico de la Cinemateca Nacional
El Archivo Fílmico de la Cinemateca Nacional es la principal institución dedicada a la preservación, restauración y difusión del patrimonio audiovisual de Nicaragua. Depende de la Cinemateca Nacional de Nicaragua y tiene sede en Managua.

## Historia
Fue creado en 1979, poco después del triunfo de la Revolución Popular Sandinista, con el objetivo de rescatar la memoria histórica a través de imágenes en movimiento. Desde sus inicios, ha sido responsable de recopilar y conservar películas, noticieros, documentales y registros audiovisuales de relevancia nacional.

## Funciones
Entre sus principales funciones se encuentran:
Preservación y restauración de material fílmico y digital.
Archivo de noticieros, crónicas, eventos históricos y culturales.
Difusión educativa mediante ciclos de proyección, retrospectivas y festivales.
Colaboración con archivos internacionales y redes iberoamericanas de cine.

## Colección
El archivo posee cientos de horas de contenido que documentan la historia política, social y cultural del país, incluyendo:
Filmaciones del Frente Sandinista y la insurrección de los años 70.
Registros del Instituto Nicaragüense de Cine (INCINE).
Producciones nacionales independientes.
Material de archivo internacional sobre Nicaragua.

## Proyectos recientes
En los últimos años, el archivo ha digitalizado parte de su acervo y ha trabajado con entidades como la Fundación del Nuevo Cine Latinoamericano y el Programa Ibermedia para su conservación y catalogación

## Importancia cultural
El Archivo Fílmico es considerado un patrimonio cultural de la nación, resguardando la memoria colectiva de los nicaragüenses a través del cine y el video. Es una herramienta educativa fundamental y un referente en el ámbito audiovisual centroamericano.